# ملحق التصفيات في كأس الاتحاد الآسيوي 2014
ملحق التصفيات في كأس الاتحاد الآسيوي 2014 لعب يوم 2 فبراير عام 2014، ليقرر اثنين من بين 32 مكان في مرحلة المجموعات.

## الشكل
لعبت كل مواجهة من مباراة واحدة ويستخدم الوقت الإضافي وركلات الترجيح لتحديد الفائز إذا لزم الأمر. الفائز من كل مواجهة سيمضي قدماً إلى مرحلة المجموعات للانضمام إلى 30 فريق تأهل بشكل تلقائي.

## الفرق
دخلت الفرق الأربعة التالية (جميعها من منطقة غرب آسيا) إلى ملحق التصفيات: